# Nadeschda Jewgenjewna Ablowa
Nadeschda Jewgenjewna Ablowa (russisch Надежда Евгеньевна Аблова, belarussisch Надзея Яўгеньеўна Аблова; * 18. April 1956 in Minsk) ist eine sowjetisch-belarussische Historikerin und Hochschullehrerin.

## Leben
Ablowa stammt aus einer Beamtenfamilie. Sie studierte in Minsk an der Historischen Fakultät der Belarussischen Staatlichen Universität (BGU) mit Abschluss 1978. Sie absolvierte dann die Aspirantur an der Lomonossow-Universität Moskau (MGU) bei Nina Stepanowna Kinjapina (Abschluss 1981) und verteidigte dort 1982 mit Erfolg ihre Dissertation über die Politik Russlands und Großbritanniens 1856–1881 nach dem Krimkrieg für die Promotion zur Kandidatin der historischen Wissenschaften.
1982 wurde Ablowa Dozentin am Lehrstuhl für Geschichte der UdSSR der Historischen Fakultät der BGU sowie wissenschaftliche Sekretärin und Vorsitzende des Rats der jungen Wissenschaftler der Fakultät. Sie hielt Vorlesungen über die Geschichte Russlands im 19. Jahrhundert und bis zur Oktoberrevolution. 1988–1991 war sie Vorstandsmitglied der sowjetischen Assoziation der jungen Historiker. 1994 wechselte sie zum Lehrstuhl für internationale Beziehungen und wurde Vizedekanin für die wissenschaftliche Arbeit der Fakultät für internationale Beziehungen der BGU (bis 2000).
2005 verteidigte Ablowa in Moskau am Institut für den Fernen Osten der Russischen Akademie der Wissenschaften mit Erfolg ihre Doktor-Dissertation über die Ostchinesische Eisenbahn und die russische Emigration nach China im Hinblick auf die internationalen und politischen Aspekte während der ersten Hälfte des 20. Jahrhunderts für die Promotion zur Doktorin der historischen Wissenschaften. Seitdem lehrt sie am Lehrstuhl für Politologie des Instituts für Sozial-Humanistische Bildung der Belarussischen Staatlichen Ökonomischen Universität (Ernennung zur Professorin 2008). Ihre Forschungsschwerpunkte sind die Geschichte der Russen im Ausland und Probleme der Entwicklung der internationalen Beziehungen und Außenpolitik Russlands sowie die Geschichte der Diplomatie und Politik.